# ماهی پفکی سه‌دندان
ماهی پفکی سه‌دندان گونه ای ماهی است که در رده پرتوبالگان قرار دارد. شکم پرده مانند این گونه به بزرگی بدن خود ماهی است. طول این ماهی به ۵۴ سانتی متر می رسد.